# Lupus-TR-3 b
| Lupus-TR-3 b                                        | Lupus-TR-3 b            |
| --------------------------------------------------- | ----------------------- |
| Eigenschaften Äquinoktium: J2000.0, Epoche: J2000.0 |                         |
| Sternbild                                           | Wolf                    |
| Rektaszension                                       | 15h 30m 19s             |
| Deklination                                         | −42° 58′ 42″            |
| Entdeckungsmethode                                  | Transit                 |
| Entfernung                                          | ca. 9000 Lj ca. 2700 pc |

Lupus-TR-3 b ist ein potentieller Exoplanet im Sternbild Lupus (Wolf). Die Entdeckung des Objektes geht auf die Beobachtung eines Helligkeitsabfalls einer stellaren Lichtquelle zurück (Weldrake et al. 2008). Die Entdeckung wurden durch Messungen der Radialgeschwindigkeit unterstützt, die Umlaufdauer zu 3,914 Tagen bestimmt.
Mit Hilfe von hochaufgelösten Aufnahmen wurde nach der Entdeckung festgestellt, dass es sich bei der zunächst für einen Einzelstern gehaltenen Lichtquelle Lupus-TR-3, welche den beobachteten Helligkeitsabfall zeigte, in Wirklichkeit um mindestens sechs, möglicherweise sieben, separate Objekte handelt. Die Frage, welcher der beobachteten Sterne den Transit zeigt, ist Gegenstand laufender Untersuchungen (Stand Frühling 2010). Damit sind die ursprünglich abgeleiteten Werte für den möglichen Exoplaneten (0,8 Jupitermassen und 0,9 Jupiterradien) nicht mehr valide.